# Cais José Estelita

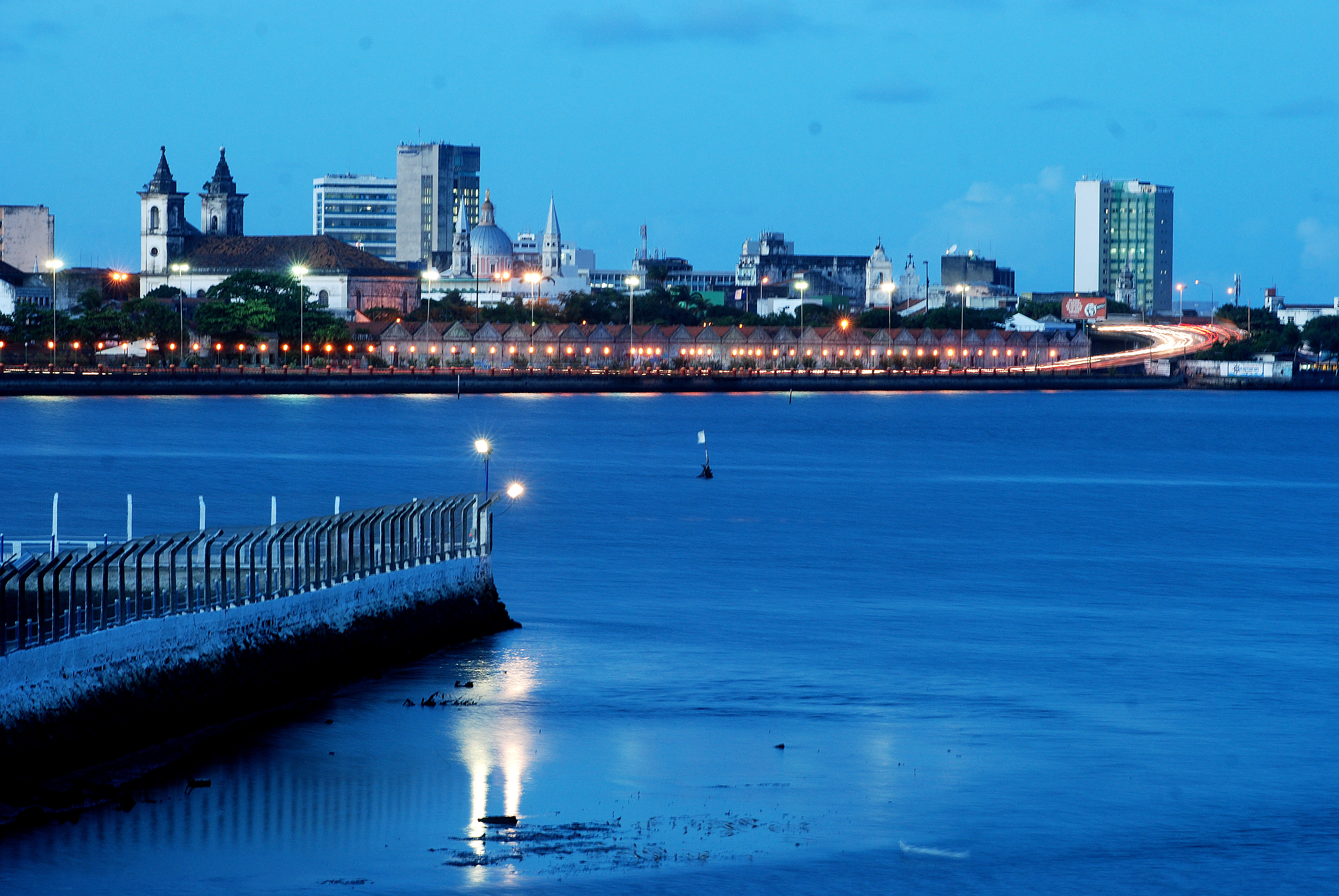
A Bacia do Pina, o Cais José Estelita, a Igreja de São José, a Avenida Engenheiro José Estelita, o Viaduto do Forte das Cinco Pontas, o Recife Antigo ao fundo e parte do Cabanga Iate Club em primeiro plano.

O Cais José Estelita é um cais que se encontra na Ilha de Antônio Vaz, localizada na cidade do Recife, capital do estado brasileiro de Pernambuco. Liga o bairro do Cabanga ao de São José e é banhando pela Bacia do Pina. Do lado oposto à bacia havia uma série de galpões da extinta Rede Ferroviária Federal. Inexistia até o começo do século XX, assim como boa parte da área ocupada pelos armazéns e linhas férreas do outro lado da avenida. Surgiu como área de aterro para interligar o Forte das Cinco Pontas ao Forte Príncipe Guilherme.
A Estrada de Ferro Recife ao São Francisco foi inaugurada em fevereiro de 1858, a segunda do Brasil. Neste local também funcionavam pelo Porto do Recife e também estocavam o açúcar produzido na zona canavieira.
Este espaço, mesmo desativado permaneceu com como propriedade da Rede Ferroviária Federal, até que foi vendida para um complexo de empresas privadas do setor imobiliário, formado pela Moura Dubeux, Queiroz Galvãoi, GL Empreendimento e Ara Empreendimentos. Esta venda foi  realizada em 2008, através de leilão.

## Consórcio Novo Recife

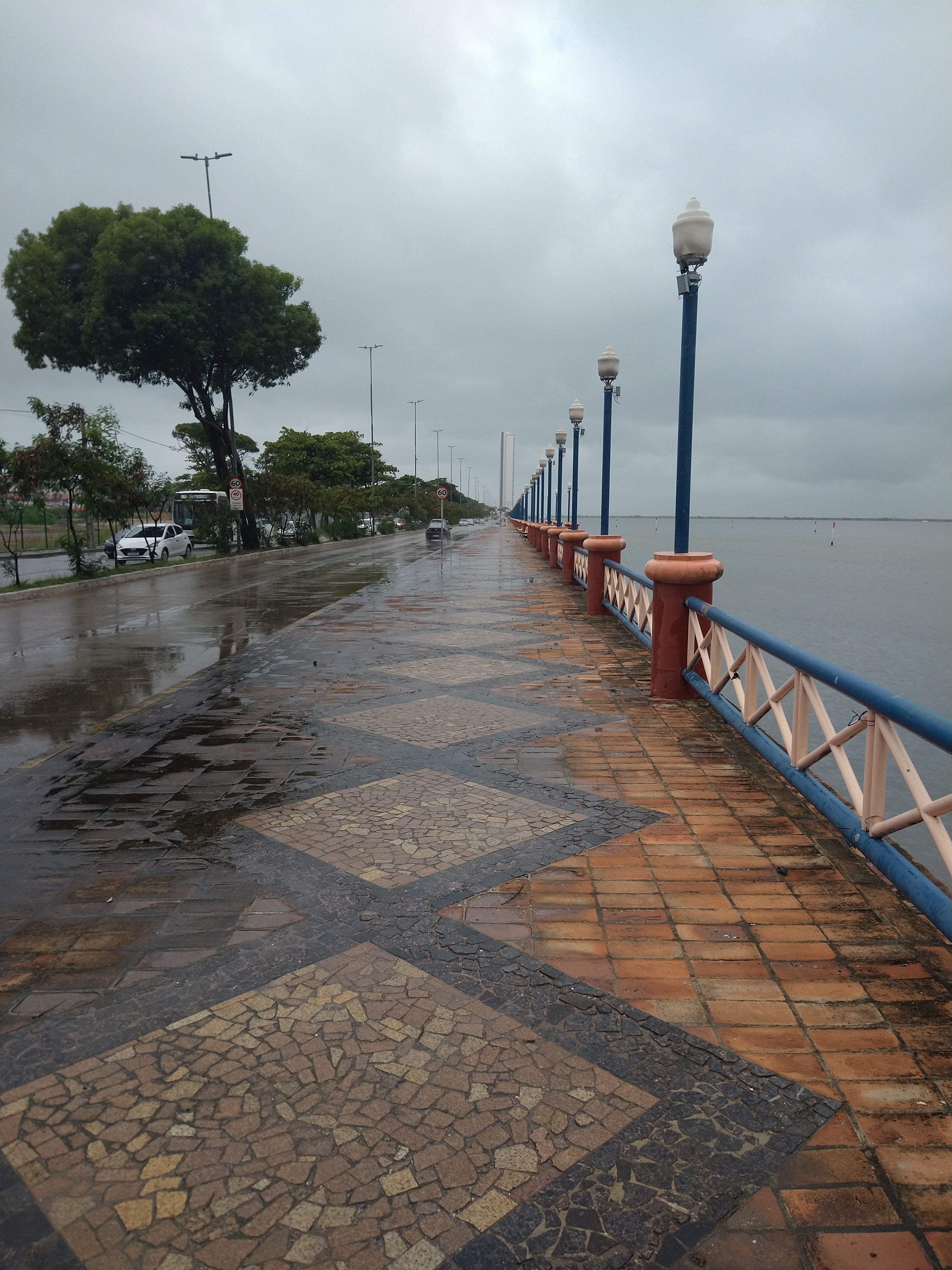
Cais José Estelita em 2022.

O Consórcio Novo Recife, que reúne as empresas Ara Empreendimentos, GL Empreendimentos, Moura Dubeux Engenharia e Queiroz Galvão planeja implantar, na cidade do Recife, um empreendimento de grande porte que pretende modificar totalmente o Cais José Estelita de hoje. Um complexo empresarial, residencial, comercial e hoteleiro que cobre uma área de 100,000m² com mais de dez torres construídas. O perfil dos compradores seriam médicos do polo dos Coelhos, técnicos do Porto Digital e funcionários públicos que trabalham no Recife Antigo. Segundo o consórcio, está prevista ainda a construção de uma ciclovia ligando o Cais José Estelita até a Avenida Miguel Arraes (mais conhecida como Avenida Norte). O projeto também planeja custear a demolição do viaduto do Forte das Cinco Pontas, que além de livrar a vista do monumento dará melhor visibilidade à esplanada do cais José Estelita. Haverá ainda um centro cultural nos armazéns, piers públicos, um jardim público com uma grande área verde e serviços, de modo que, no acesso à Baia do Pina, não haverá privatização.

## Grupo Direitos Urbanos

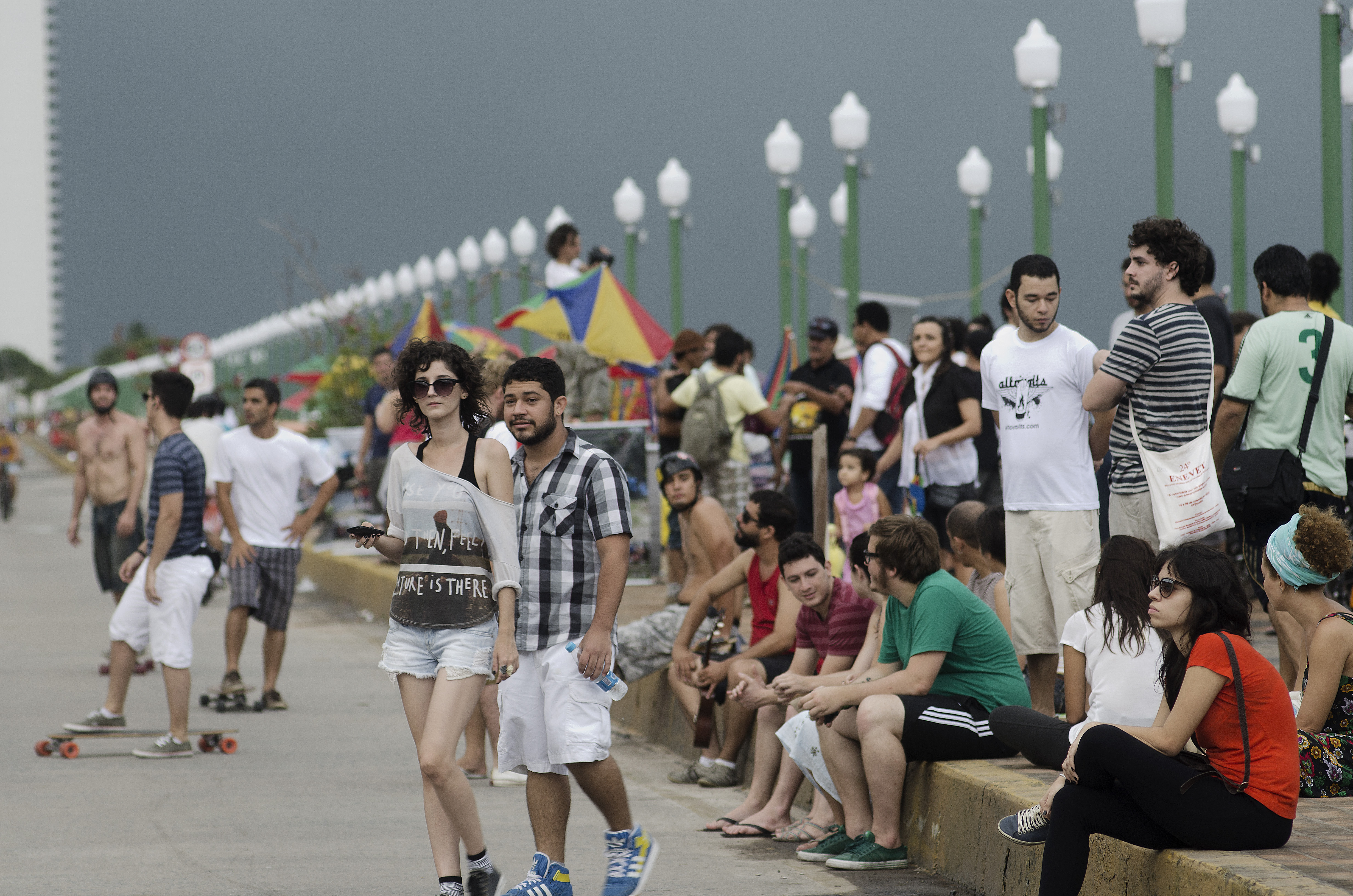
Manifestantes no "#OcupeEstelita".

Em 23 de maio de 2012  ocorreu a primeira audiência pública sobre o Projeto Novo Recife. Nessa audiência, parcela da população teve acesso ao projeto e apontou as problemáticas que ele poderia ocasionar no cais, uma delas sendo a perda da identidade da cidade do Recife ocasionada pela altura dos prédios, que podem chegar a até 40 andares. As pessoas presentes na audiência também questionaram a falta de protagonismo do poder público, que não apontou diretrizes de como deveria ser a intervenção. Desta forma, o consórcio se sentiu  à vontade para elaborar um projeto voltado para o público de alto luxo em um terreno de uma empresa federal desativada. Nesse mesmo dia foi formado o grupo Direitos Urbanos, que desde então exigiu estudos de  impacto ambiental- EIA/RIMA e Estudos de impacto de vizinhança - EIV do projeto. A constituição brasileira alega que projetos considerados de impacto devem apresentar tais estudos. Estes apontariam os pontos negativos e positivos e norteariam quais as mitigações que deveriam ser exigidas, além de avaliarem os impactos culturais, sociais e ambientais que mais de 10 torres podem trazer para uma área histórica da cidade do Recife. No final do ano de 2012 o projeto foi aprovado na Prefeitura do Recife pelo Conselho de Desenvolvimento Urbano- CDU no último dia de mandato do Prefeito João da Costa. Esse conselho é formado por várias entidades; no entanto, os dois e únicos representantes especialistas em arquitetura e urbanismo (Instituto de Arquitetos do Brasil - IAB e o Programa de Pós-graduação em Arquitetura da Universidade Federal de Pernambuco - UFPE) afirmaram a necessidade de debates e questionaram o modelo de intervenção proposto pelo Consórcio. O processo de aprovação do projeto é considerado obscuro pelos integrantes dos Direitos Urbanos, o que gerou três ações populares. O Ministério Público Federal e Estadual, juntos, possuem duas ações judiciais em que o consórcio e a prefeitura são réus. Ainda no ano de 2012, o grupo encabeçou um movimento intitulado "Ocupe Estelita". Em 2014 o Consórcio deu início às demolições no Cais José Estelita e logo o local foi ocupado por manifestantes que apontam irregularidades do projeto e que não apoiam o modelo de urbanização proposto. Em junho de 2014 a Prefeitura do Recife decidiu negociar o impasse, convidando integrantes do movimento, do Consórcio Novo Recife, do Instituto de Arquitetos do Brasil - IAB, do Conselho de Arquitetura e Urbanismo - CAU, Reitores das Universidades Federal e Católica  de Pernambuco, bem como outras entidades, para discutir e acatar propostas para o redesenho urbanístico do projeto. Arquitetos ativistas e simpatizantes do movimento  enxergam que o modelo de urbanização proposto pelo Consórcio Novo Recife não irá trazer a "vida" defendida pela propaganda do consórcio ao Cais José Estelita, tornando os espaços públicos promovidos pelo consórcio de empresas em regiões desertas.
O grupo defende um modelo pelo qual outras faixas sociais podem ser beneficiadas, em que comércios e serviços devem ser previstos no projeto e serem voltados para a  rua no pavimento térreo, visando assim trazer movimento às calçadas e possíveis praças. 
A mobilização no cais José Estelita foi o estopim que desencadeou mobilizações em outras áreas da cidade do Recife e Região Metropolitana, envolvendo questões urbanísticas, como o projeto proposto e cancelado pelo governo de construir quatro viadutos no coração da cidade do Recife, O projeto Via Mangue, Shopping RioMar e outros projetos privados. 
O movimento "Ocupe Estelita" recebeu grande cobertura midiática não só nacional, tendo apoio de intelectuais e artistas, como também internacional, num movimento que foi chamado por alguns de "novo manguebeat". Em novembro de 2014, foi lançado na internet o curta "Recife, cidade roubada", apresentado pelo ator Irandhir Santos, possui treze minutos de duração. Além disso, o rapper Criolo lançou uma música inédita com letras inspiradas no que ele vivenciou chamada "Sangue no Cais". Os cantores Otto e Marcelo Jeneci foram alguns dos nomes que participaram em shows na região e no entorno com a venda dos ingressos sendo destinada para apoiar o movimento. O escritor estadunidense Benjamin Moser publicou o ensaio “Cemitério da esperança”, e também destinou a renda ao grupo (cerca de 200 foram vendidos em uma semana, cada um custando R$ 3).